# Рулет

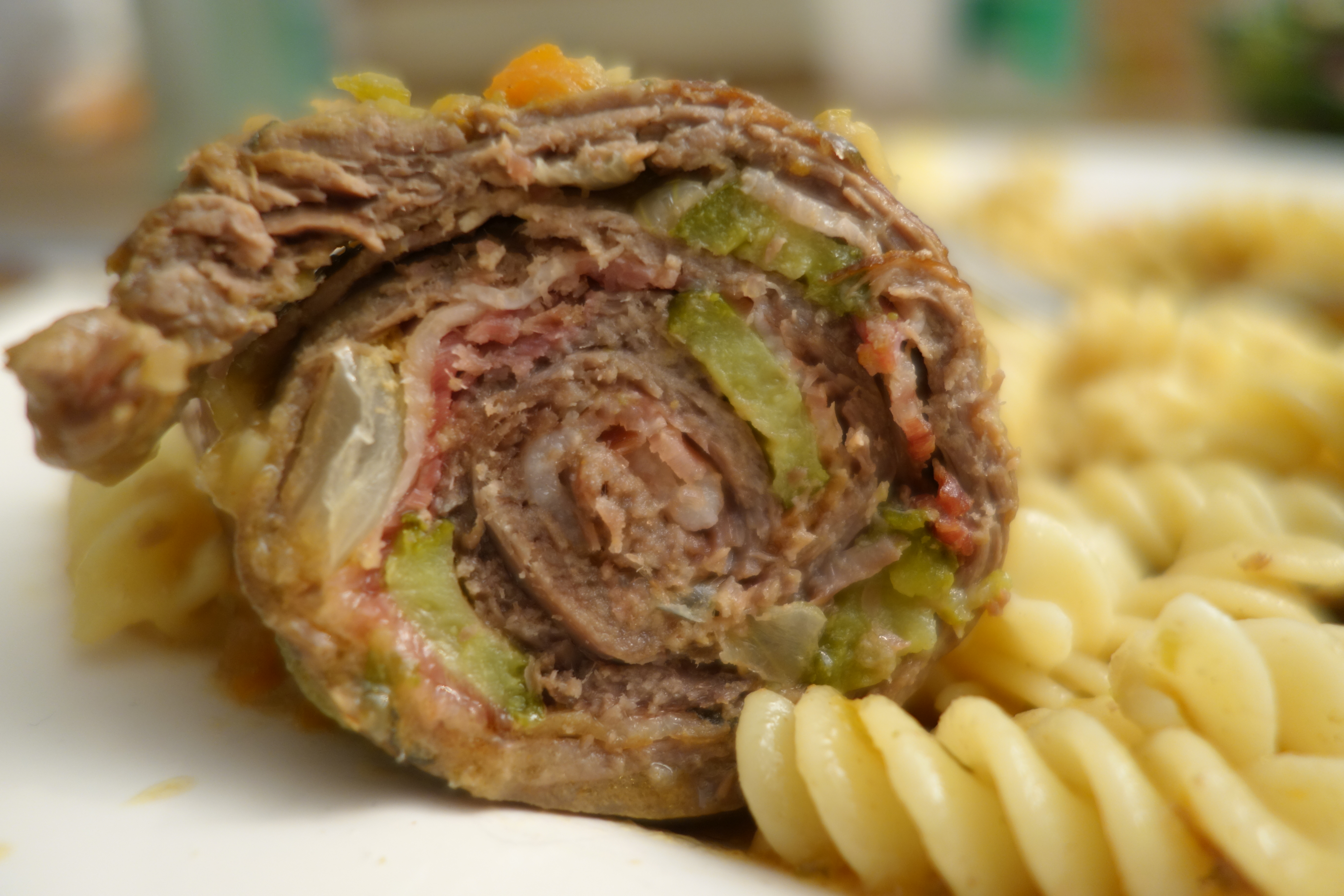
Говяжий рулет с беконом, луком и солёными огурцами

Руле́т (от уменьш. фр. roulette — «колёсико», от roue — «колесо») — кулинарное изделие в виде скрученного пласта теста, мяса или другого продукта, с начинкой и без.

## Виды
- Мясные: рулька (свиной окорок)[3], зразы, панчетта.
- Рыбные: из солёного рыбного филе горячего копчения[4], рольмопс.
- Другие виды: попьет, оромо, яичный рулет, роллы, нэм.
- Бисквитные: бисквитный рулет с кремом, рождественское полено.
- Выпечные: штрудель, рулет с маком, — см. Рулет (выпечка).

### Мясные

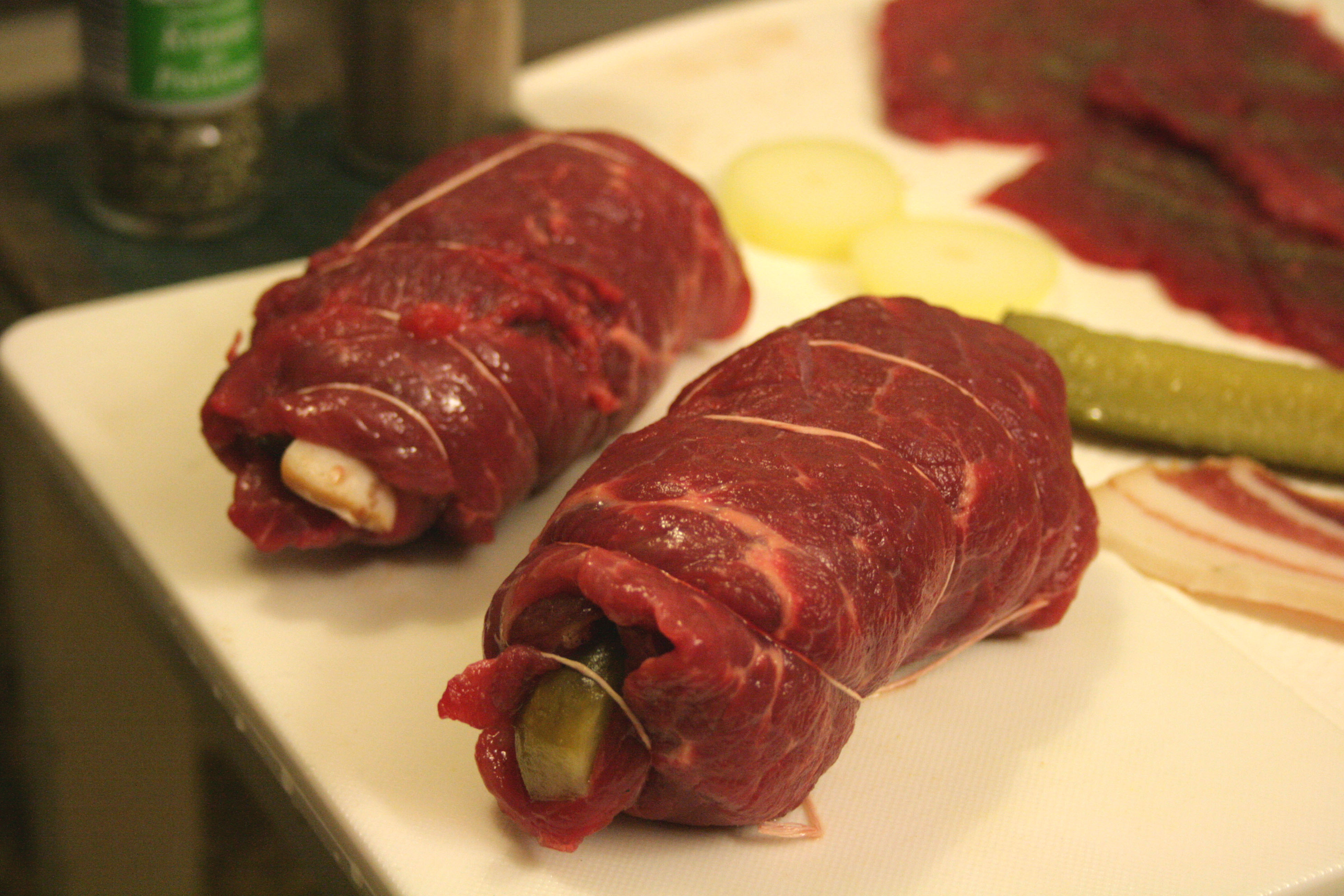
Говяжьи рулетики перед обжаркой

Мясной рулет — западноевропейское, преимущественно германское блюдо, как правило, состоящее из ломтика мяса, в которое завёрнута начинка: грибы, сыр, овощи, яйца, зелень, мясо другого сорта и даже крабовое мясо. Такой рулет обычно скрепляют зубочистками, металлическими шпажками или шпагатом.
Рулет, как и другие тушёные блюда, сначала обжаривают и после тушат в бульоне или вине, затем нарезают поперёк и сервируют, поливая образовавшимся мясным соусом. Иногда рулеты готовят из рубленого мяса.
Также рулет запекают в духовке, поливая выделяющимся соком.
В некоторых рецептах мясо для рулета отбивают специальным деревянным или металлическим отбивным молотком.

## Выпечные
Выпечные рулеты, со сладкими или несладкими начинками, готовят из дрожжевого или пресного теста.